# Morti nel 1830
| Questa pagina contiene informazioni ricavate automaticamente dalle voci biografiche con l'ausilio del template Bio e di un bot. L'aggiornamento è periodico e automatico e ricostruisce completamente la pagina. Se manca una persona in questa lista, sei pregato di non aggiungerla, ma accertati piuttosto che la sua voce biografica contenga il template Bio e che i dati anagrafici siano correttamente compilati. Se il template Bio manca, inseriscilo tu stesso o, in alternativa, metti l'avviso {{tmp\|Bio}} che ne segnala la mancanza. Se i dati riportati sono sbagliati, correggi direttamente la voce biografica; le modifiche saranno visibili in questa lista entro pochi giorni. Per chiarimenti vedi il progetto biografie. La lista contiene solo le 187 persone che sono citate nell'enciclopedia e per le quali è stato implementato correttamente il template Bio. Pagina aggiornata al 18 lug 2025. |

## Gennaio(21)
- 1º gennaio - Giuseppe Maria Pietro Grimaldi, arcivescovo cattolico italiano (n. 1754)
- 5 gennaio - Giuseppe Francesco de Varax, generale e politico italiano (n. 1746)
- 6 gennaio - Stefano Andrea Renier, naturalista, zoologo e scienziato italiano (n. 1759)
- 7 gennaio - Thomas Lawrence, pittore britannico (n. 1769)
- 7 gennaio - Adèle de Bellegarde, nobildonna francese (n. 1772)
- 7 gennaio - Carlotta Gioacchina di Borbone-Spagna (n. 1775)
- 8 gennaio - Charles Dumont de Sainte Croix, zoologo francese (n. 1758)
- 8 gennaio - Georg Heinrich Lünemann, filologo classico e lessicografo tedesco (n. 1780)
- 10 gennaio - Charles-Louis Bernier, architetto e disegnatore francese (n. 1755)
- 10 gennaio - Filippo Ghighi, vescovo cattolico italiano (n. 1752)
- 13 gennaio - Christian Magnus Falsen, giurista e storico norvegese (n. 1782)
- 14 gennaio - Antonio Leonardis, vescovo cattolico italiano (n. 1756)
- 14 gennaio - Johann Georg Repsold, astronomo tedesco (n. 1770)
- 17 gennaio - Wilhelm Waiblinger, poeta tedesco (n. 1804)
- 19 gennaio - Wenceslaus Matiegka, compositore ceco (n. 1773)
- 24 gennaio - Giuseppe Firrao il Giovane, cardinale e arcivescovo cattolico italiano (n. 1736)
- 25 gennaio - George Tierney, politico britannico (n. 1761)
- 25 gennaio - Luigi de' Medici di Ottajano, nobile, giurista e politico italiano (n. 1759)
- 26 gennaio - Giuseppe Sisco, chirurgo italiano (n. 1748)
- 28 gennaio - Silvestro Miccù, arcivescovo cattolico italiano (n. 1746)
- 28 gennaio - James O'Donnell, architetto statunitense (n. 1774)

## Febbraio(17)
- 1º febbraio - Anna Emilia di Anhalt-Köthen-Pless, nobile tedesca (n. 1770)
- 2 febbraio - Manuel da Costa Ataíde, pittore e scultore brasiliano (n. 1762)
- 4 febbraio - Marc-Antoine Bonnin de la Bonninière de Beaumont, generale francese (n. 1763)
- 7 febbraio - Pascal François Joseph Gossellin, numismatico, geografo e storico francese (n. 1751)
- 7 febbraio - Gaetano Palloni, medico italiano (n. 1766)
- 10 febbraio - Cosimo Giotti, librettista e poeta italiano (n. 1759)
- 11 febbraio - Giovanni Battista Lampi, pittore italiano (n. 1751)
- 13 febbraio - Franz Raffl, italiano (n. 1775)
- 14 febbraio - Luisa Augusta d'Assia-Darmstadt, principessa tedesca (n. 1757)
- 17 febbraio - Marcos António Portugal, compositore portoghese (n. 1762)
- 20 febbraio - Teodoro Correr, abate e collezionista d'arte italiano (n. 1750)
- 21 febbraio - Ekaterina Sergeevna Samojlova, nobildonna russa (n. 1763)
- 21 febbraio - Anne-Antoine-Jules de Clermont-Tonnerre, cardinale e arcivescovo cattolico francese (n. 1749)
- 22 febbraio - Teresa Benincampi, scultrice e poetessa italiana (n. 1778)
- 26 febbraio - Joseph-Denis Odevaere, pittore fiammingo (n. 1775)
- 27 febbraio - Elias Hicks, carpentiere, agricoltore e sacerdote statunitense (n. 1748)
- 27 febbraio - Gaspare Landi, pittore italiano (n. 1756)

## Marzo(12)
- 2 marzo - Ignaz Schuppanzigh, violinista, violista e direttore d'orchestra austriaco (n. 1776)
- 2 marzo - Samuel Thomas von Sömmerring, medico, anatomista e antropologo tedesco (n. 1755)
- 5 marzo - Francesco Mengotti, economista e politico italiano (n. 1749)
- 7 marzo - Jacques Villeré, politico statunitense (n. 1761)
- 16 marzo - Carmelo Moncada Oneto, nobile, politico e militare italiano (n. 1743)
- 17 marzo - Laurent de Gouvion-Saint-Cyr, generale e nobile francese (n. 1764)
- 17 marzo - Jean-Baptiste Radet, commediografo francese (n. 1752)
- 20 marzo - Nicolas-Antoine Taunay, pittore francese (n. 1755)
- 21 marzo - Johann Rudolf Wyss, scrittore e pastore protestante svizzero (n. 1781)
- 24 marzo - Eustachio Dentice, arcivescovo cattolico italiano (n. 1766)
- 30 marzo - Luigi I di Baden, sovrano tedesco (n. 1763)
- 31 marzo - Vincenzo Maria D'Addiego, filosofo e matematico italiano (n. 1755)

## Aprile(19)
- 2 aprile - Giulio Maria della Somaglia, cardinale italiano (n. 1744)
- 3 aprile - François de Barthélemy, diplomatico e politico francese (n. 1747)
- 5 aprile - Marino Carafa di Belvedere, cardinale italiano (n. 1764)
- 6 aprile - Luigi I d'Assia, sovrano tedesco (n. 1753)
- 6 aprile - François de Bovet, arcivescovo cattolico francese (n. 1745)
- 7 aprile - Francesco Bertazzoli, teologo, cardinale e poeta italiano (n. 1754)
- 9 aprile - Friederich Münter, vescovo luterano, archeologo e filologo tedesco (n. 1761)
- 11 aprile - Jean-Baptiste Henri Barré de Saint-Leu, navigatore francese (n. 1763)
- 11 aprile - Karl Wilhelm Becker, numismatico, bibliotecario e mercante tedesco (n. 1772)
- 12 aprile - Christian Wilhelm Ahlwardt, filologo classico tedesco (n. 1760)
- 16 aprile - József Katona, drammaturgo ungherese (n. 1791)
- 17 aprile - Cristiano d'Assia-Darmstadt, nobile tedesco (n. 1763)
- 19 aprile - Carlo Ferrarini, militare e patriota italiano (n. 1767)
- 20 aprile - Louis Marie Prudhomme, giornalista e scrittore francese (n. 1752)
- 22 aprile - Miguel Domínguez, politico, rivoluzionario e avvocato messicano (n. 1756)
- 22 aprile - Knud Lyhne Rahbek, scrittore danese (n. 1760)
- 27 aprile - Francesco Maria Benedetto Amat Manca, politico e militare italiano (n. 1757)
- 27 aprile - Jean-Henri-Ferdinand La Martelière, drammaturgo e scrittore francese (n. 1761)
- 28 aprile - José Maurício Nunes Garcia, compositore e presbitero brasiliano (n. 1767)

## Maggio(8)
- 2 maggio - Jean-Baptiste Jeanin, militare francese (n. 1769)
- 3 maggio - Giulio Strassoldo di Sotto, militare austriaco (n. 1771)
- 4 maggio - Giovanni Vincenzo Virginio, avvocato e agronomo italiano (n. 1752)
- 8 maggio - Pietro Pallotta, liutaio italiano (n. 1755)
- 8 maggio - Jean-Pierre Schmidtmeyer, avvocato e politico svizzero (n. 1768)
- 11 maggio - Frederick Albert Winsor, inventore tedesco (n. 1763)
- 16 maggio - Jean Baptiste Joseph Fourier, matematico e fisico francese (n. 1768)
- 29 maggio - Louis Gohier, politico francese (n. 1746)

## Giugno(12)
- 3 giugno - Henrietta Antonia Herbert, botanica inglese (n. 1758)
- 4 giugno - Antonio José de Sucre, generale, politico e patriota venezuelano (n. 1795)
- 11 giugno - Juan Agustín Maza, avvocato e politico argentino (n. 1784)
- 12 giugno - Johann Helfrich von Müller, ingegnere tedesco (n. 1746)
- 12 giugno - Gian Francesco Galeani Napione, storico, letterato e poeta italiano (n. 1748)
- 14 giugno - Václav Leopold Chlumčanský, nobile e arcivescovo cattolico ceco (n. 1749)
- 17 giugno - William Harcourt, III conte Harcourt, nobile e militare inglese (n. 1743)
- 17 giugno - Ettore Veuillet d'Yenne, politico e generale italiano (n. 1758)
- 20 giugno - Paul Maria Joseph Senitzer, generale austriaco (n. 1760)
- 21 giugno - Marco Alessandri, politico italiano (n. 1755)
- 26 giugno - Giorgio IV del Regno Unito, sovrano inglese (n. 1762)
- 28 giugno - David Walker, scrittore statunitense (n. 1785)

## Luglio(9)
- 6 luglio - Josephine Girardelli, circense e artista italiana (n. 1786)
- 12 luglio - Johann Nepomuk von Pelkhoven, politico tedesco (n. 1763)
- 12 luglio - Gian Secondo de Canis, avvocato, storico e numismatico italiano (n. 1768)
- 14 luglio - Antonio Tadini, matematico e ingegnere italiano (n. 1754)
- 15 luglio - Giovanni Ferri de Saint-Constant, saggista italiano (n. 1755)
- 15 luglio - Dominique-Joseph René Vandamme, generale francese (n. 1770)
- 20 luglio - Remigio Crescini, cardinale e vescovo cattolico italiano (n. 1757)
- 22 luglio - Francesco Sivori, ammiraglio italiano (n. 1771)
- 25 luglio - Francesco Cesarei Leoni, cardinale e vescovo cattolico italiano (n. 1757)

## Agosto(14)
- 4 agosto - Matthias Richards, politico statunitense (n. 1758)
- 5 agosto - Karl Friedrich Horn, organista, compositore e musicologo tedesco (n. 1762)
- 5 agosto - Pio Brunone Lanteri, presbitero italiano (n. 1759)
- 7 agosto - Aleksej Fëdorovič Merzljakov, poeta e critico letterario russo (n. 1778)
- 10 agosto - Guglielmo Federico di Württemberg, nobile (n. 1761)
- 10 agosto - Pietro Vidoni, cardinale italiano (n. 1759)
- 22 agosto - Marinus Willett, politico statunitense (n. 1740)
- 23 agosto - Ferdinando Federico di Anhalt-Köthen, generale prussiano (n. 1769)
- 24 agosto - Louis Pierre Vieillot, ornitologo francese (n. 1748)
- 26 agosto - Gilles Joseph Martin Bruneteau, generale e politico francese (n. 1760)
- 26 agosto - Carl Fredrik Fallén, botanico, entomologo e compositore svedese (n. 1764)
- 27 agosto - Paolo De Filippi, pittore italiano (n. 1755)
- 27 agosto - Luigi VI Enrico di Borbone-Condé, nobile francese (n. 1756)
- 28 agosto - Basilio Amati, scrittore italiano (n. 1780)

## Settembre(8)
- 3 settembre - Guglielmo Enrico di Nassau-Zuylestein, V conte di Rochford, diplomatico inglese (n. 1754)
- 15 settembre - Joachim Xavier Curado, militare e politico brasiliano (n. 1746)
- 15 settembre - William Huskisson, politico e economista britannico (n. 1770)
- 18 settembre - Juan Bautista Bustos, militare e politico argentino (n. 1779)
- 18 settembre - William Hazlitt, scrittore, pittore e saggista inglese (n. 1778)
- 23 settembre - Elizabeth Monroe, first lady statunitense (n. 1768)
- 26 settembre - Teresa Casati, nobildonna italiana (n. 1787)
- 29 settembre - John Murray, IV duca di Atholl, nobile scozzese (n. 1755)

## Ottobre(12)
- 1º ottobre - Giuseppe Luosi, politico e giurista italiano (n. 1755)
- 3 ottobre - Tommaso Bucciano, scultore italiano (n. 1757)
- 3 ottobre - Robert Lefèvre, pittore francese (n. 1755)
- 4 ottobre - Étienne Parfait Martin Maurel de Mons, arcivescovo cattolico francese (n. 1752)
- 4 ottobre - Ludwig Yorck von Wartenburg, generale prussiano (n. 1759)
- 5 ottobre - Luigia Polzelli, mezzosoprano italiano
- 8 ottobre - Johann Gottfried Ebel, scrittore e geologo svizzero (n. 1764)
- 10 ottobre - Giovan Battista Martinetti, architetto e ingegnere svizzero (n. 1764)
- 18 ottobre - Jenneval, attore teatrale e poeta francese (n. 1801)
- 21 ottobre - Algernon Percy, I conte di Beverly, nobile e politico inglese (n. 1750)
- 27 ottobre - August von Goethe, scrittore tedesco (n. 1789)
- 31 ottobre - Pietro di Cettigne, montenegrino (n. 1747)

## Novembre(17)
- 1º novembre - Bernardo Ripa di Meana, nobile italiano (n. 1771)
- 3 novembre - Simone Pomardi, pittore, disegnatore e viaggiatore italiano (n. 1757)
- 8 novembre - Francesco I delle Due Sicilie, re (n. 1777)
- 8 novembre - Sil'vestr Feodosievič Ščedrin, pittore russo (n. 1791)
- 9 novembre - Jan Śniadecki, matematico e astronomo polacco (n. 1756)
- 17 novembre - Petrus Johannes van Regemorter, pittore fiammingo (n. 1755)
- 18 novembre - Franco Andrea Bonelli, ornitologo e entomologo italiano (n. 1784)
- 18 novembre - Johann Adam Weishaupt, filosofo tedesco (n. 1748)
- 21 novembre - Giovanni Battista Libero Badarò, fisico, botanico e giornalista italiano (n. 1798)
- 21 novembre - Giovanni Melchiorre Calosso, presbitero italiano (n. 1759)
- 21 novembre - Károly Kisfaludy, scrittore, drammaturgo e pittore ungherese (n. 1788)
- 25 novembre - Giuseppe Maria Peruzzi, vescovo cattolico italiano (n. 1746)
- 25 novembre - Pierre Rode, violinista e compositore francese (n. 1774)
- 26 novembre - Cesare Taparelli d'Azeglio, nobile italiano (n. 1763)
- 28 novembre - Joseph Pain, drammaturgo, poeta e saggista francese (n. 1773)
- 29 novembre - Hans Moritz von Hauke, militare tedesco (n. 1775)
- 30 novembre - Papa Pio VIII, papa, vescovo cattolico e cardinale italiano (n. 1761)

## Dicembre(13)
- 3 dicembre - Madame de Genlis, scrittrice francese (n. 1746)
- 4 dicembre - William Branch Giles, politico statunitense (n. 1762)
- 6 dicembre - Pietro Gravina, cardinale e arcivescovo cattolico italiano (n. 1749)
- 8 dicembre - Benjamin Constant, scrittore e politico francese (n. 1767)
- 9 dicembre - Heinrich Christian Friedrich Schumacher, medico e botanico danese (n. 1757)
- 10 dicembre - Paolo Mazzetti di Saluggia, nobile italiano (n. 1770)
- 12 dicembre - Matthias Rebrovich, militare austriaco (n. 1756)
- 13 dicembre - Antonio Gonzales, organista e compositore italiano (n. 1764)
- 15 dicembre - Moritz Kellerhoven, pittore tedesco (n. 1758)
- 17 dicembre - Simón Bolívar, generale, patriota e rivoluzionario venezuelano (n. 1783)
- 23 dicembre - Giosafatte Biagioli, grammatico e lessicografo italiano (n. 1769)
- 25 dicembre - Carlo Vidua, viaggiatore italiano (n. 1785)
- 29 dicembre - Giuseppe Antonio Guattani, archeologo e scrittore italiano (n. 1748)

## Senza giorno specificato(25)
- Gaetana Andolfati Goldoni, attrice teatrale italiana (n. 1768)
- Atçalı Kel Mehmet, rivoluzionario ottomano (n. 1780)
- Raphael Isaiah Azulai, rabbino italiano (n. 1743)
- Antonio Peregrino Benelli, compositore e tenore italiano (n. 1771)
- Francesco Maria Bovio, avvocato e politico italiano
- Edmé François Chauvot de Beauchêne, anatomista, medico e chirurgo francese (n. 1780)
- François Cointeraux, architetto francese (n. 1740)
- Giacomo David, tenore italiano (n. 1750)
- Miguel e Andrea De Lorenzo, notaio e patriota italiano (n. 1756)
- Giuseppe de Thomasis, giurista, politico e patriota italiano (n. 1767)
- José Fernández Madrid, politico colombiano (n. 1789)
- Olimpia Frangipane, nobile italiana (n. 1761)
- Giacca Rossa, nativo americano (n. 1750)
- Felice Guascone, pittore e incisore italiano (n. 1749)
- Urban Jürgensen, orologiaio danese (n. 1776)
- Li Ruzhen, scrittore cinese
- Nazir di Agra, poeta indiano (n. 1740)
- Antonio Nolli, patriota e politico italiano (n. 1754)
- Joaquín de la Pezuela, generale spagnolo
- Tommaso Pollace, pittore italiano (n. 1748)
- Antonio Savaresi, medico italiano (n. 1773)
- Giovanni Battista Scotti, pittore e decoratore italiano (n. 1776)
- William Strutt, architetto britannico (n. 1756)
- Stephen Weston, antiquario, presbitero e letterato inglese (n. 1747)
- José de La Mar, politico peruviano (n. 1778)